# 더훙 다이족 징포족 자치주
더훙 다이족 징포족 자치주(덕굉태족징포족자치주, 중국어: 德宏傣族景颇族自治州, 병음: Déhóng Dǎizú Jǐngpōzú Zìzhìzhōu)는 중화인민공화국 윈난성에 위치하는 자치주이다. 총면적은 11,526km2, 총인구는 2004년을 기준으로 105.89만명, 그 중에 소수민족은 54.65만명이다. 주의 수도는 루시 시(潞西市) 왕시 진(芒市镇)에 위치한다.

## 지리
더홍 주는 동경 97°31′에서 98°43′, 북위 23°50′에서 25°20′ 사이에 위치한다. 총면적은 11,526km2이고, 남과 서 그리고 서북 삼면이 미얀마 카친 주와 접경한다. 국경은 503.8km 길이이다. 동과 동북 두 쪽은 바오산 시(保山市)의 룽링 현(龙陵县), 텅충 현(腾冲县) 두 현과 서로 접경한다. 더훙의 기후는 남아시아 계절풍 기후이다.

## 역사
지역은 1953년에 자치 지역로 공포되었고 1956년 5월에 자치주가 되었다.

## 인구
더훙의 인구는 102만이고 한족이 48.17%를 차지하고 대부분이 다이족과 징포족으로 구성된 소수민족이 51.83%를 차지한다.

## 행정 구역
2개의 현급시, 3개의 현을 관할한다.
- 현급시
  - 망 시(芒市)
  - 루이리 시(瑞丽市)
- 현
  - 량허 현(梁河县)
  - 잉장 현(盈江县)
  - 룽촨 현(陇川县)

## 교통
- 더훙 왕시공항( 徳宏芒市空港)